# Jersey Shore: Family Vacation
Jersey Shore: Family Vacation is een Amerikaanse reality-televisieserie die op 5 april 2018 wereldwijd in première ging op MTV. De serie is een vervolg op de originele serie Jersey Shore. Het eerste seizoen volgt een maand lang zeven leden van de originele cast van Jersey Shore in Miami. 
Door het succes van het eerste seizoen volgde er een tweede en een derde seizoen. Het tweede seizoen werd in twee delen uitgezonden en op meerdere locaties gefilmd (Las Vegas, Seaside Heights, Atlantic City, Manalapan en Point Pleasant). Het eerste deel ging in première 23 augustus 2018, het tweede deel op 11 juli 2019 en spitste zich toe op de rechtszaak en veroordeling van Mike 'The Situation' Sorrentino voor belastingontduiking en zijn huwelijk. Hiervoor werd ook gefilmd in The Stony Creek Ranch Resort in Stony Creek.
Op 22 augustus 2019 ging het derde seizoen in première. Ook dit seizoen bestaat uit twee delen en werd op verschillende locaties gefilmd, waaronder Los Angeles, Las Vegas, Point Pleasant, Middletown en Washington D.C. Het tweede deel van seizoen 3 gaat in première in 2020. Er zal gefilmd worden in Middletown, Manalapan en New Orleans. Het derde seizoen bevat ook het huwelijk van Angelina Pivarnick en de vrijlating van Mike 'The Situation' Sorrentino.

## Cast
| Cast                               | Seizoenen   | Seizoenen   | Seizoenen   | Seizoenen   | Seizoenen   |
| Cast                               | 1           | 2           | 3           | 4           | 5           |
| Hoofdcast                          | Hoofdcast   | Hoofdcast   | Hoofdcast   | Hoofdcast   | Hoofdcast   |
| ---------------------------------- | ----------- | ----------- | ----------- | ----------- | ----------- |
| Pauly D                            | Hoofdcast   | Hoofdcast   | Hoofdcast   | Hoofdcast   | Hoofdcast   |
| Nicole 'Snooki' Polizzi            | Hoofdcast   | Hoofdcast   | Hoofdcast   | Terugkerend | Hoofdcast   |
| Michael "The Situation" Sorrentino | Hoofdcast   | Hoofdcast   | Hoofdcast   | Hoofdcast   | Hoofdcast   |
| Ronnie Ortiz-Magro                 | Hoofdcast   | Hoofdcast   | Hoofdcast   | Hoofdcast   | Uitgenodigd |
| Jenni "JWoww" Farley               | Hoofdcast   | Hoofdcast   | Hoofdcast   | Hoofdcast   | Hoofdcast   |
| Vinny Guadagnino                   | Hoofdcast   | Hoofdcast   | Hoofdcast   | Hoofdcast   | Hoofdcast   |
| Deena Nicole Cortese               | Hoofdcast   | Hoofdcast   | Hoofdcast   | Hoofdcast   | Hoofdcast   |
| Angelina Larangaira                | Terugkerend | Hoofdcast   | Hoofdcast   | Hoofdcast   | Hoofdcast   |
| Terugkerend                        |             |             |             |             |             |
| Lauren Sorrentino                  | Terugkerend | Terugkerend | Terugkerend | Terugkerend | Terugkerend |
| Chris Larangeira                   |             | Terugkerend | Terugkerend | Terugkerend | Terugkerend |
| Jen Harley                         | Uitgenodigd | Terugkerend | Uitgenodigd |             |             |
| Christopher Buckner                | Uitgenodigd | Terugkerend | Uitgenodigd | Terugkerend | Terugkerend |
| Zack Carpinello                    |             |             | Terugkerend | Terugkerend | Terugkerend |
| Nino Giaimo                        | Uitgenodigd | Uitgenodigd | Terugkerend | Terugkerend |             |
| Paola Giaimo                       | Uitgenodigd | Uitgenodigd | Terugkerend | Uitgenodigd | Uitgenodigd |
| Nikki Hall                         |             |             |             | Terugkerend | Terugkerend |
| Saffire Matos                      |             |             |             | Terugkerend |             |